# Hrabstwo Cheshire
Hrabstwo Cheshire (ang. Cheshire County) – hrabstwo w stanie New Hampshire w Stanach Zjednoczonych. Obszar całkowity hrabstwa obejmuje powierzchnię 729,15 mil² (1888,49 km²). Według szacunków United States Census Bureau w roku 2009 miało 77 117 mieszkańców.
Hrabstwo powstało w 1769 roku.

## Miejscowości
- Alstead
- Chesterfield
- Dublin
- Fitzwilliam
- Gilsum
- Harrisville
- Hinsdale
- Jaffrey
- Keene
- Marlborough
- Marlow
- Nelson
- Richmond
- Rindge
- Roxbury
- Stoddard
- Sullivan
- Surry
- Swanzey
- Troy
- Walpole
- Westmoreland
- Winchester

## CDP
- Hinsdale
- Jaffrey
- Marlborough
- North Walpole
- Troy
- Walpole
- West Swanzey
- Winchester[4]

| Populacja hrabstwa w poprzednich latach | Populacja hrabstwa w poprzednich latach |
| Rok                                     | Liczba ludności                         |
| --------------------------------------- | --------------------------------------- |
| 1980                                    | 61 939                                  |
| 1990                                    | 70 121                                  |
| 2000                                    | 73 825                                  |
| 2005                                    | 77 287                                  |